# Antti Kupiainen
Antti Kupiainen (Varkaus, 23 de junho de 1954) é um matemático finlandês.

## Educação e carreira
Kupiainen completou a graduação em 1976 na Universidade Técnica de Helsinque e obteve um Ph.D. em 1979 na Universidade de Princeton, orientado por Thomas Spencer (e Barry Simon) com a tese Some rigorous results on the 1/n expansion. No pós-doutorado passou o ano acadêmico 1979/1980 na Universidade Harvard e foi depois pesquisador na Universidade de Helsinque. Foi professor de matemática em 1989 na Universidade Rutgers e em 1991 na Universidade de Helsinque.
Em 1984/85 foi Loeb Lecturer em Harvard. Foi diversas vezes professor visitante no Instituto de Estudos Avançados de Princeton. Foi palestrante convidado do Congresso Internacional de Matemáticos em Quioto (1990: Renormalization group and random systems) e Hyderabad (2010: Origins of Diffusion).